# Pettingen
Pettingen (en luxemburguès: Petten; en alemany: Pettingen) és una vila de la comuna de Mersch situada al districte de Luxemburg del cantó de Mersch. Està a uns 18 km de distància de la ciutat de Luxemburg.